# サブドメイン
サブドメインとは、Domain Name System(DNS)におけるドメイン名の階層構造における、他のドメインの一部であるドメインである。

## 概要
ドメイン名は階層構造かつツリー構造になっている。サブドメインとは、より大きなドメインの一部であるドメインであり、ルートドメイン以外の全てのドメインは、他のドメインのサブドメインである。例えば、west.example.comとeast.example.comはexample.comのサブドメインであり、さらにexample.comはcom（トップレベルドメイン）のサブドメイン、comはルートドメインのサブドメインである。

理論上は、この細分化は127レベルまで可能である（ただし、その制限は公開されているRFCには明記されていない）。
サブドメインは、親ドメインに関連するDNSゾーンファイルを編集することによって定義される。

## サブドメインとディレクトリ
サブドメインはディレクトリとは異なる。例えば、example.com/ynは、example.comのサブドメインではなく、example.comドメイン内のディレクトリを指している。